# Grand Prix d'Isbergues 2018
Il Grand Prix d'Isbergues 2018, settantaduesima edizione della corsa e valevole come evento dell'UCI Europe Tour 2018 categoria 1.1, si svolse il 23 settembre 2018 su un percorso di 175 km, con partenza e arrivo a Isbergues, in Francia. La vittoria fu appannaggio del belga Philippe Gilbert, il quale completò il percorso in 4h15'32", alla media di 41,091 km/h, precedendo i francesi Christophe Laporte e Florian Sénéchal.
Sul traguardo di Isbergues 63 ciclisti, su 137 partenti, portarono a termine la competizione.

## Squadre e corridori partecipanti
| N.      | Cod. | Squadra                       |
| ------- | ---- | ----------------------------- |
| 1-7     | ALM  | AG2R La Mondiale              |
| 11-17   | QST  | Quick-Step Floors             |
| 21-27   | GFC  | Groupama-FDJ                  |
| 31-37   | BOH  | Bora-Hansgrohe                |
| 41-47   | TFS  | Trek-Segafredo                |
| 51-57   | DDD  | Team Dimension Data           |
| 61-67   | BMC  | BMC Racing Team               |
| 71-77   | COF  | Cofidis, Solutions Crédits    |
| 81-87   | WGG  | Wanty-Groupe Gobert           |
| 91-97   | TDE  | Direct Énergie                |
| 101-107 | EUS  | Euskadi Basque Country-Murias |

| N.      | Cod. | Squadra                      |
| ------- | ---- | ---------------------------- |
| 111-117 | VCC  | Vital Concept Cycling Club   |
| 121-127 | HBA  | Hagens Berman Axeon          |
| 131-137 | FST  | Team Fortuneo-Samsic         |
| 141-147 | WVA  | WB Aqua Protect Veranclassic |
| 151-157 | DMP  | Delko Marseille Provence KTM |
| 161-167 | SVB  | Sport Vlaanderen-Baloise     |
| 171-177 | RLM  | Roubaix Lille Métropole      |
| 181-187 | AUB  | St Michel-Auber 93           |
| 191-196 | SNE  | Sovac-Natura4Ever            |
| 201-207 | TIS  | Tarteletto-Isorex            |

## Ordine d'arrivo (Top 10)
| Pos. | Corridore          | Squadra    | Tempo    |
| ---- | ------------------ | ---------- | -------- |
| 1    | Philippe Gilbert   | Quick-Step | 4h15'32" |
| 2    | Christophe Laporte | Cofidis    | a 1"     |
| 3    | Florian Sénéchal   | Quick-Step | a 5"     |
| 4    | Mark McNally       | Wanty      | a 19"    |
| 5    | Samuel Dumoulin    | AG2R       | a 29"    |
| 6    | Valentin Madouas   | Groupama   | s.t.     |
| 7    | Jasper Philipsen   | Hagens     | a 1'03"  |
| 8    | Julien Vermote     | Dimension  | s.t.     |
| 9    | Oliver Naesen      | AG2R       | a 1'08"  |
| 10   | Thomas Sprengers   | Sport Vl.  | a 3'32"  |